# Nicèfor Brienni el Jove
Nicèfor Brienni (Nicephorus Bryennius) o Brienni el Jove fou el marit d'Anna Comnena. Va néixer a Orestiada, a Macedònia a la meitat del segle xi (1062) i era fill o, més probablement, net d'un famós general romà d'Orient també anomenat Nicèfor Brienni. Fou general de l'exèrcit, estadista i historiador.

## Biografia
Fou amic i lleial a l'emperador Aleix I Comnè (1081). Va ser un general distingit del seu exèrcit i un notable intel·lectual. L'emperador va crear per a ell el títol de panhipersebast (πανυπερσέβαστος), que l'equiparava a un «cèsar»; aquest darrer títol també li fou donat.
També va obtenir la mà de la seva filla Anna Comnena amb la qui va viure feliçment durant 40 anys i va tenir quatre fills: Aleix, Joan, Irene i Maria.
Es va distingir a la guerra contra Bohemon d'Antioquia i va negociar la pau del 1108. Anna va intentar que Nicèfor fos nomenat hereu però Aleix no va voler desheretar el seu fill Joan. Així quan Aleix va morir el 1118, Anna i Nicèfor van conspirar contra el jove Joan II Comnè, però el complot va fracassar, a causa del fet que Nicèfor va refusar d'actuar en el moment decisiu (cosa que la seva dona li va retreure). Els seus béns foren confiscats i els dos foren desterrats a Oenoe (després Unieh) a la costa de la mar Negra, on van viure retirats per bastants anys però amb el temps Nicèfor va recuperar el favor de l'emperador.
El 1137 fou enviat a Síria per intentar aixecar el setge d'Antioquia pels croats, però es va posar malalt i va tornar a Constantinoble on va morir poc després.

## Obra històrica
Per suggeriment de la seva sogra va escriure els seus Comentaris (grec antic: Ὕλη Ἱστορίας, ‘Material per a la història’), una crònica dels regnes d'Isaac I Comnè, Constantí X Ducas, Romà IV Diògenes i Miquel VII Ducas, que és una de les obres més valuoses sobre història romana d'Orient.
A més de la informació recollida de primera mà, proporcionada pel seu pare i el seu cunyat, Brienni va fer ús dels treballs escrits per Miquel Psel·los, Joan Escilitzes i Miquel Ataliota. Com era d'esperar, el punt de vista que ofereix es veu afectat per consideracions personal i la seva relació propera a la família reial. El seu model d'escriptor va ser Xenofont; s'absté d'un ús excessiu de símil i la metàfora, i el seu estil és concís i senzill.
L'edició prínceps la va publicar Pierre Poussines el 1661 i Jacques Paul Migne va incloure la seva obra en la Patrologia Graeca, capítol CXXVII, del 1856.